# Esteban I Nemanjić
Esteban I Nemanjić (en serbio: Stefan I Nemanjić; serbio cirílico: Стефан I Немањић), nacido en 1165 y fallecido en 1228, conocido después como Stefan Prvovenčani (Esteban el Primercoronado) fue el gobernante del estado serbio de Raška, que logró promover a la condición de reino, y establecer una dinastía duradera de la Casa de Nemanjić.

## Biografía
Esteban el Primercoronado fue el segundo hijo del gran župan (gran príncipe) Esteban Nemanja, hermano menor de Vukan, que gobernaba Zeta, y hermano mayor de Rastko Nemanjić, conocido después como San Sava, quien se convirtió en el fundador de la independiente Iglesia ortodoxa serbia. Heredó el título de gran župan en 1196, cuando su padre se convirtió en monje.

Los territorios de los que era señor Esteban Nemanja (en oscuro) y las anexiones de Esteban I Nemanjić (en más claro).

Su reinado comenzó con una lucha contra Vukan, que expulsó a Esteban I de Serbia con el apoyo del Reino de Hungría. Esteban se alió con el rey Kaloján de Bulgaria, quien puso a su disposición un ejército de cumanos a cambio de territorios del este de Serbia. La crisis terminó cuando Sava medió entre sus dos hermanos, estos firmaron la paz y Esteban recuperó el poder. El papa Honorio III le concedió el título de rey de Raška en 1217 como resultado de una hábil diplomacia y persuasión. Cuando Sava logró obtener un arzobispado de Manuel I, patriarca de Constantinopla, se coronó Stefan, rey ortodoxo de los serbios, en 1219.
Esteban se casó, entre 1185 y 1187, con Eudoxia Angelina, la hija menor de Alejo III Ángelo y Eufrósine Ducas. Eudoxia también era nieta del emperador bizantino Isaac II Ángelo. Según el historiador Nicetas Choniates, Esteban y Eudoxia tuvieron una difícil relación y se separaron, acusándose mutuamente de adulterio, después de tener tres hijos. Se volvió a casar en 1207 o 1208, con Ana Dandolo, nieta del Dux de Venecia Enrico Dandolo, con la que tuvo un hijo y una hija.
Esteban I construyó un buen número de fortalezas, incluida la de Maglič. Durante su reinado consiguió logros considerables, y elevó el estado a la categoría de reino independiente, reconocido internacionalmente.